# Antonio Pedro Joraish
Antonio Pedro Khoraish (en árabe: أنطونيوس الثالث بطرس خريش‎; Ain Ibil, Monte Líbano, 20 de septiembre de 1907 - Beirut, 19 de agosto de 1994) fue un religioso católico Pueblo libanés que ostentó los títulos de Patriarca de Antioquía (Iglesia maronita) y cardenal nombrado por el papa Juan Pablo II.

## Biografía
El futuro patriarca Antonio III nació el 20 de septiembre de 1907 en la aldea de Ain Ibil, en el actual gobernación de Nabatiye en el Sur del Líbano, en aquel momento parte del Mutasarrifato del Monte Líbano del Imperio otomano.
Fue un alumno destacado en la escuela primaria de su pueblo, lo que unido a su devoción por la fe lo llevó a Roma, donde realizaría sus estudios en la Pontificia Universidad Urbaniana. Recibió un doctorado en Filosofía a los 16 años, tras lo que regresaría a Beirut, entonces capital del Estado del Gran Líbano, donde realizaría estudios teológicos postdoctorales en la Universidad de San José de Beirut.
El 12 de abril de 1930 fue ordenado sacerdote por el Patriarca Antonio Pedro Arida en la Catedral de Nuestra Señora de los Mares de Tiro. De 1936 a 1940 fue nomrbado vicario del Patriarca para Palestina y presidente del tribunal maronita para Tierra Santa. En 1940 fue nombrado vicario general de la archidiócesis de Tiro, cargo que ejercería hasta 1950.

### Obispado
El 25 de abril de 1950 fue nombrado obispo auxiliar de Sidón por el papa Pío XII.

### Patriarcado
El 3 de febrero de 1975 fue elegido Patriarca de Antioquía y de todo el Oriente de los maronitas tras la muerte de Pablo Pedro Meouchi, que había sucedido en 1955 a Antonio Pedro Arida. La Santa Sede lo confirmó como patriarca el 15 de febrero de 1975.
Durante su patriarcado, compró definitivamente el Seminario patriarcal maronita de Ghazir a la Compañía de Jesús y tuvo lugar la canonización del asceta maronita Chárbel Makhlouf, conocido en español como San Chárbel u ocasionalmente, San Sarbelio.

### Cardenalato
En el segundo consistorio del papa Juan Pablo II, que tuvo lugar el 2 de febrero de 1983, se le concedió la dignidad de cardenal al título de patriarca, confirmando el motu proprio de las iglesias orientales, ad purpuratorum patrum collegium, que significa que los patriarcas son considerados cardenales-obispos sin recibir una diócesis suburbicaria al momento de su nombramiento.